# Madagascarophis
Madagascarophis – rodzaj węży z rodziny Pseudoxyrhophiidae.

## Zasięg występowania
Rodzaj obejmuje gatunki występujące endemicznie na Madagaskarze (włącznie z sąsiednią wyspą Nosy Be). 

## Systematyka

### Etymologia
- Eteirodipsas: gr. ἑταιρος hetairos „towarzysz, druh”[6]; διψας dipsas, διψαδος dipsados „jadowity wąż, którego ukąszenie wywołuje silne pragnienie”[7].
- Madagascarophis: Madagaskar (ang. Madagascar); οφις ophis, οφεως opheōs „wąż”[8].

### Podział systematyczny
Do rodzaju należą następujące gatunki: 
- Madagascarophis colubrinus (Schlegel, 1837)
- Madagascarophis fuchsi Glaw, Kucharzewski, Köhler, Vences & Nagy, 2013
- Madagascarophis lolo Ruane, Burbrink, Randriamahatantsoa & Raxworthy, 2016
- Madagascarophis meridionalis Domergue, 1987
- Madagascarophis ocellatus Domergue, 1987